# Wabi-sabi

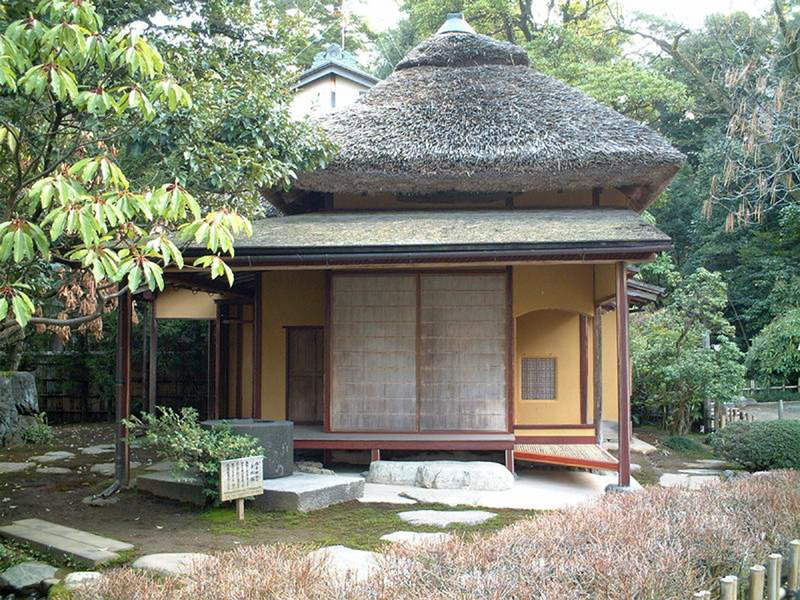
Maison de thé japonaise, reflétant l'esthétique wabi-sabi (jardin Kenroku-en).

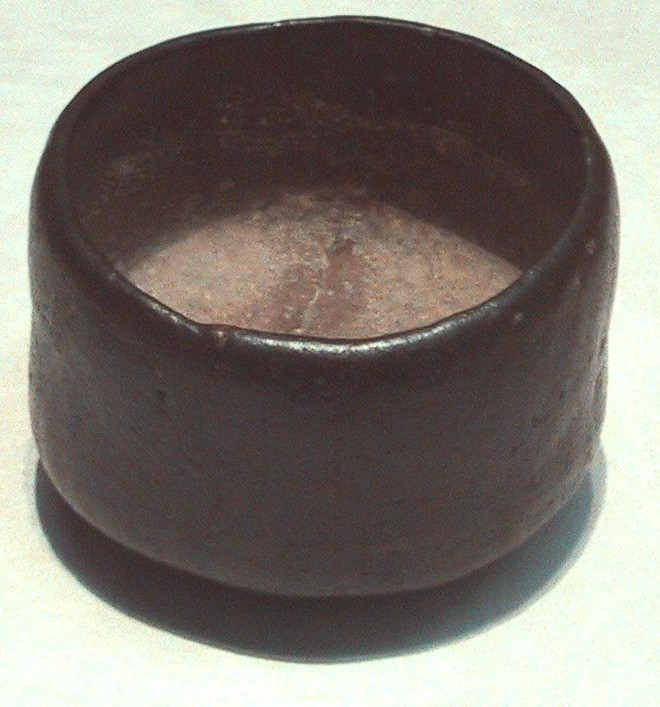
Bol de thé raku wabi-sabi, époque Azuchi Momoyama (XVI).

Wabi-sabi (侘寂) est une expression japonaise désignant un concept esthétique, ou une disposition spirituelle, dérivé de principes bouddhistes zen, ainsi que du taoïsme.

## Description
Le wabi-sabi relie deux principes : wabi (solitude, simplicité, mélancolie, nature, tristesse, dissymétrie…) et sabi (l'altération par le temps, la décrépitude des choses vieillissantes, la patine des objets, le goût pour les choses vieillies, pour la salissure, etc.). Le wabi fait référence à la plénitude et la modestie que l'on peut éprouver face aux phénomènes naturels, et le sabi, la sensation face aux choses dans lesquelles on peut déceler le travail du temps ou des hommes. Le caractère sabi (寂) est ainsi gravé sur la tombe de l'écrivain Junichirō Tanizaki (1886-1965), dans le temple Hōnen-in (dédié au moine Hōnen), à Kyoto.
Les principes de wabi et de sabi sont anciens. On les rencontre dès le XVe siècle dans la littérature japonaise, joints à un troisième principe, celui de yojō, « écho sentimental ».
Une illustration du wabi-sabi : le culte esthétique pour les pierres (jardin sec), ou le travail des bonsaï. Cette éthique apparaît au XIIe siècle ; elle prône le retour à une simplicité, une sobriété paisible pouvant influencer positivement l'existence, où l'on peut reconnaître et ressentir la beauté des choses imparfaites, éphémères et modestes.
L'art du kintsugi, qui consiste à souligner d'or les failles d'un objet cassé au lieu de les masquer, s'inscrit dans le courant du wabi-sabi en invitant à admirer l'imperfection des fêlures de l'objet. Les bols (chawan) anciens, abîmés et réparés selon la technique du kintsugi, sont particulièrement prisés, avec leurs cicatrices recouvertes d'or, où l'imperfection est mise en valeur.
Dans le domaine de l'artisanat textile, cette esthétique inspire des techniques comme le sashiko, où l'irrégularité et la réparation visible deviennent des éléments de beauté.

## À l'étranger
Le principe du wabi-sabi peut aussi être appliqué en dehors de la culture japonaise, par exemple à la culture européenne :
- Wabi : Des glaneuses et L'Angélus peint par Jean-François Millet, La Joconde, ou encore Le Vieil Homme et la Mer, écrit par Ernest Hemingway.
- Sabi : les anciennes cathédrales et églises, certains paysages urbains en Europe.